# T타워
T타워(영어: T-Tower)는 대한민국 서울특별시 중구 회현동에 위치한 업무용 단지이다..

## 같이 보기
- 서울특별시의 마천루 목록
- 서울 중구의 마천루 목록